# Batocera matzdorffi
Batocera matzdorffi là một loài bọ cánh cứng trong họ Cerambycidae.